# Arbejdsudbud
I standard-økonomisk tankegang er arbejdsudbuddet det samlede antal timer, som personerne i en befolkning ønsker at arbejde ved en given realløn (altså udbuddet af personer, der ønsker et arbejde, ikke udbuddet af job).
En undersøgelse i 2015 fandt, at "en øgning af arbejdsudbuddet" tit bliver misforstået, så det opfattes som om, det betyder at skabe arbejdspladser.

## Ændringer i arbejdsudbuddet
Arbejdsudbuddet kan både ændre sig ved, at de personer, der allerede er i arbejdsstyrken, ønsker at arbejde flere eller færre timer (en såkaldt ændring på den intensive margin), og ved at nogle personer træder ind i eller ud af arbejdsstyrken (ændringer på den ekstensive margin). Denne skelnen har betydning, fordi det kan tænkes at være forskellige instrumenter, der påvirker arbejdsudbuddet på henholdsvis den ene og den anden måde. Således kan ændringer i en persons marginalskat tænkes at påvirke deres arbejdsudbud på den intensive margin, mens det snarere er ændringer i den gennemsnitlige skat på arbejdsindkomst, der vil påvirke på den ekstensive margin.
Ofte tænkes den enkelte at vælge sit arbejdsudbud ud fra en afvejning mellem fritid og forbrugsgoder. Flere arbejdstimer medfører højere indkomst og materielle forbrugsmuligheder, men samtidig et fald i fritiden for den pågældende person. Derfor vil en ændring i reallønnen have to forskellige virkninger på personens arbejdsudbud. Hvis reallønnen stiger, vil alternativomkostningen ved fritid blive større. Det medfører alt andet lige, at personen vil ønske at forøge sit arbejdsudbud, hvilket kaldes substitutionseffekten. Men hvis reallønnen stiger, vil personen samtidig tjene en højere indkomst ved et givet arbejdsudbud. Hvis fritid er et såkaldt normalgode - dvs. at efterspørgslen efter det forøges, når indkomsten stiger - vil denne højere indkomst i sig selv medføre, at personen vil ønske at arbejde færre timer for at "bruge" den højere indkomst på fritid; dette kaldes indkomsteffekten. Hvis substitutionseffekten er stærkere end indkomsteffekten, vil arbejdsudbuddet stige, når den disponible realløn stiger; hvis indkomsteffekten er stærkere end substitutionseffekten (evt. over et vist indkomstniveau), kan man få det fænomen, der kaldes den bagudbøjede arbejdsudbudskurve: At arbejdsudbuddet stiger med lønindkomsten indtil et vist punkt, hvorefter det igen vil begynde at falde.

## Arbejdsudbud i den økonomiske politik
At øge arbejdsudbuddet spillede i 2000'erne og starten af 2010'erne en vigtig rolle på den politiske dagsorden i Danmark. Det skyldtes ikke mindst de fremtidige demografiske udfordringer i kraft af forskydninger af antallet af mennesker i den arbejdsdygtige alder og de problemer med finanspolitisk holdbarhed, som den forventede befolkningsudvikling forårsagede. Begrebet var bl.a. i fokus under daværende beskæftigelsesminister Claus Hjort Frederiksen (V), og det store fokus blev videreført af Helle Thorning-Schmidts regering.